# Gallo (Bier)

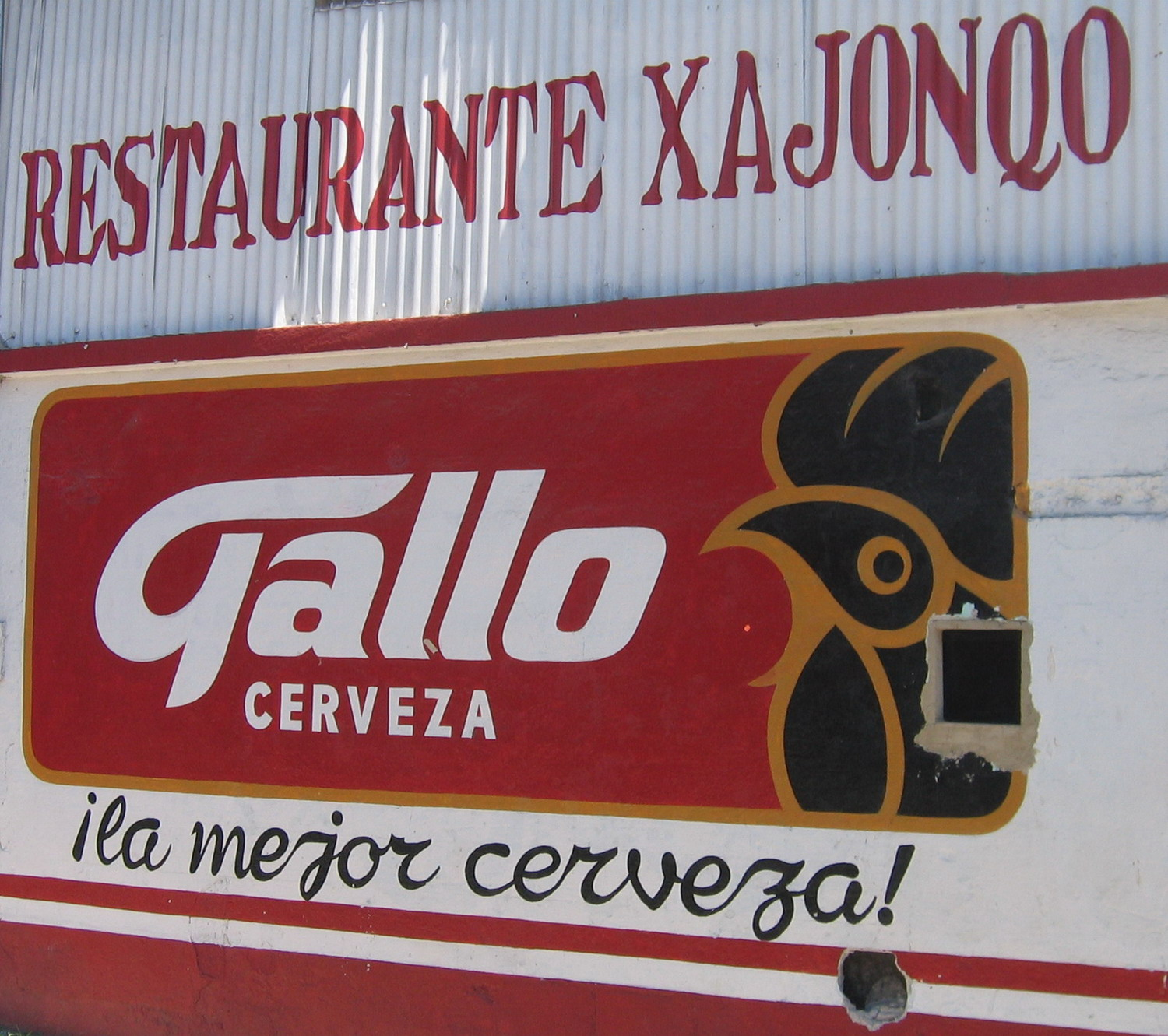
Gallo-Werbung in Guatemala

Gallo (dt. Hahn) ist eine guatemaltekische Biermarke der Brauerei Cervecería Centro Americana S.A. Gallo ist die verbreitetste Marke in Guatemala und wurde 2004 als erste guatemaltekische Marke von der American Marketing Association, New York, in die Hall of fame aufgenommen. Die Cervecería Centro Americana besaß bis 2003 einen Marktanteil nahe 100 % auf dem guatemaltekischen Biermarkt. Inzwischen findet das einzige relevante Konkurrenzprodukt Brahva von der brasilianischen Brauerei Companhia de Bebidas das Américas, die zur belgischen InBev-Gruppe gehört, zunehmende Verbreitung. Der Marktanteil von Gallo wird für 2007 aber immer noch auf 87 % geschätzt.
Seit 1993 wird Gallo auch nach Mexico exportiert, zunächst nur in kleinen Mengen in den Bundesstaat Chiapas. Seit 2004 wird eine leichtere Version unter der Bezeichnung Gallo Draft in ganz Mexico vertrieben. In den USA und Frankreich wird das Bier unter den Marken Famosa sowie als Gallito und Gallo Draft angeboten.

## Geschichte
Die Gebrüder Kiene aus Deutschland gründeten die Staatsbrauerei in Quezaltenango und führten verschiedene Biersorten ein, u. a. das Lagerbier. In den Zwanziger Jahren verkauften die Brüder die Brauerei. Danach fusionierte die Brauerei mit einer Brauerei in Guatemala-Stadt, die dann zur Biermarke Gallo wurden
Die Geschichte von Gallo geht zurück auf das Ende des 19. Jahrhunderts. Die Brüder Mariano und Raffael Castillo Córdova begannen 1881 unter dem Namen „Castillo Hermanos“ mit dem Brauen von Bier in Guatemala-Stadt. 1896 wurde ein Lagerbier eingeführt, das bald darauf zur Kennzeichnung die Abbildung eines Hahns (span. „Gallo“) auf dem Etikett erhielt. Zunächst nur als Lager Bier benannt, setzt sich bei den Verbrauchern bald die Bezeichnung Gallo als Name durch. Seit 1926 erscheint auch der Name Gallo auf den Etiketten.
In seiner mehr als 100-Jährigen Geschichte wurde Gallo nur unter fünf verschiedenen Etiketten vertrieben, seit 1960 wird die heute noch gebräuchliche Schrifttype und der stilisierte Hahnenkopf verwendet.

## Produkte
Gallo wird in mehreren Sorten angeboten:
- Gallo: Lagerbier mit einem Alkoholgehalt von 4,9 Prozent, das in Flaschen zu 8,5, 12 oz. und 1 Liter sowie in Dosen zu 12 und 16 oz. erhältlich ist
- Gallo Light: Kalorienreduziertes Bier mit einem Alkoholgehalt von 4,2 Prozent, das in Dosen und Flaschen zu 12 oz. (Unze) angeboten wird
- Chopp Gallo: Fassbier in den Größen 5 l, 30 l und 50 l

## Werbung
Gallo wird in Guatemala umfangreich beworben. Neben den üblichen Marketingmaterialien sind Wandbemalungen mit Ölfarbe charakteristisch, die sich sowohl an Außenwänden als auch in Bars zu finden sind. Die beiden Werbeslogans la mejor cerveza! (dt. Das beste Bier!) und tradicion y orgullo de Guatemala (dt. Tradition und Stolz Guatemalas) zeigen, dass Gallo sich als Qualitätsbier mit lokaler Herkunft versteht.